# Herbert Patrick Devitte

Herbert Patrick Devitte (1908)

Herbert Patrick Devitte (* 1874; † 20. Dezember 1930 in Genf) war ein englischer Journalist und Fussballschiedsrichter, der in der Schweiz lebte und arbeitete.

## Leben und Karriere
Nachdem der aus England stammende Devitte einige Jahre am Genfer Institut Thudichum gearbeitet hatte, widmete er sich dem Journalismus und war als Schweiz-Korrespondent mehrerer britischer Zeitungen tätig, unter anderem zwischen 1915 und 1919 für den Daily Express. Devitte hatte darüber hinaus Anteil an der Entwicklung des Sports in der Schweiz und leitete als Schiedsrichter zahlreiche Fussballspiele, darunter das erste Länderspiel der deutschen Fussballgeschichte, das die Schweizer Nati am 5. April 1908 im Basler Landhof mit 5:3 für sich entschied.
Devitte war verheiratet und hatte Kinder. Er starb nach kurzer Krankheit in seinem 57. Lebensjahr.
Einsätze als Fussballschiedsrichter
1. Schweiz gegen Frankreich (1:2 am 8. März 1908 in Genf), erstes Heimspiel in der Schweizer Geschichte
2. Schweiz gegen Deutsches Reich (5:3 am 5. April 1908 in Basel), erstes Länderspiel in der deutschen Geschichte
3. Schweiz gegen England (Amateure) (0:9 am 20. Mai 1909 in Basel)
4. Schweiz gegen Deutsches Reich (2:3 am 3. April 1910 in Basel)
5. Schweiz gegen Ungarn (2:0 am 8. Januar 1911 in Zürich)
6. Schweiz gegen Frankreich (5:2 am 23. April 1911 in Genf)
7. Ungarn gegen Österreich (2:0 am 5. November 1911 in Budapest)
8. Schweiz gegen Deutsches Reich (1:2 am 5. Mai 1912 in St. Gallen)
9. Schweiz gegen Frankreich (1:4 am 9. März 1912 in Genf)